# Chronologie de l'invasion de l'Ukraine par la Russie (mai 2022)
Pour un article plus général, voir Invasion de l'Ukraine par la Russie.
Cet article fait partie de la chronologie de l'invasion de l'Ukraine par la Russie et présente une chronologie des évènements clés de ce conflit durant le mois de mai 2022.
Pour les événements précédents, voir Chronologie de l'invasion de l'Ukraine par la Russie (avril 2022).
Pour les événements suivants, voir Chronologie de l'invasion de l'Ukraine par la Russie (juin 2022).

Carte animée de l'invasion du 7 avril au 5 septembre (voir la carte détaillée par ville sur Wikipédia en anglais).
- Les 100 premiers jours de l'invasion

## Chronologie des évènements

### 1ermai
Le ministère russe de la Défense affirme que ses systèmes de défense aérienne ont abattu deux bombardiers ukrainiens Su-24M au-dessus de la région de Kharkiv pendant la nuit.
Environ 100 civils sont évacués d'Azovstal.

### 2 mai
L'Ukraine affirme avoir coulé « deux patrouilleurs russes de classe Raptor » avec des drones de combat Bayraktar, près de l'île des Serpents,. La Russie ne confirme pas ces pertes.
Les autorités locales de l'oblast d'Odessa affirment qu’une frappe de roquette russe avait touché un pont stratégiquement important sur l'estuaire du Dnister.

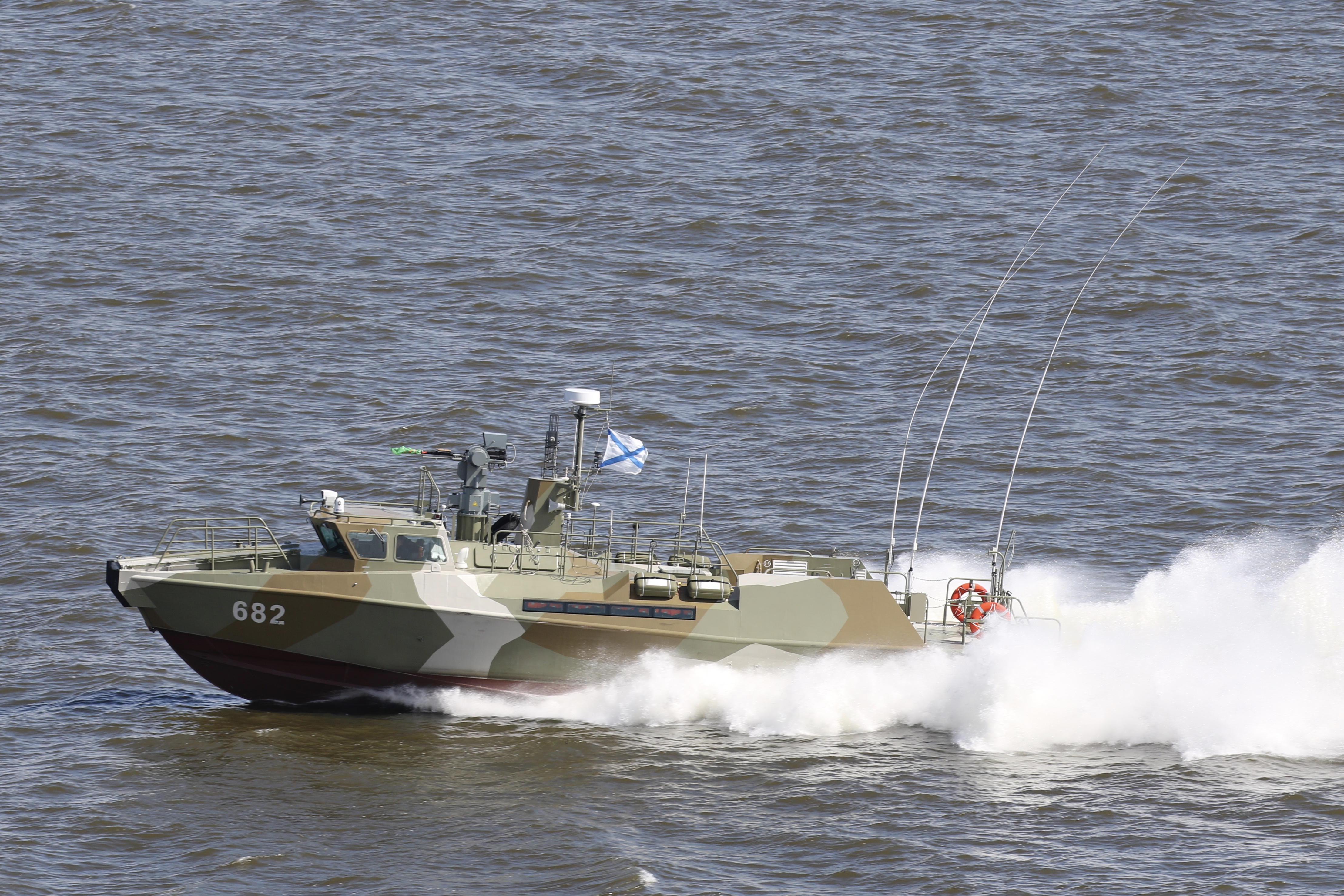
Patrouilleur côtier classe Raptor.

### 3 mai
Les villes de Lviv, Vinnytsia, Kropyvnytskyï, Kherson, et Odessa, ainsi que la région de Transcarpathie située aux frontières de la Slovaquie, de la Hongrie et de la Roumanie, sont bombardées par des missiles russes.
Appuyées par des bombardements aériens, terrestres et maritimes, l'armée russe et les forces séparatistes prorusses lancent une offensive par terre et par mer contre les défenseurs de l'usine Azovstal à Marioupol,.

### 4 mai
Le commandant adjoint du régiment Azov de la Garde nationale de l'Ukraine, Svyatoslav Palamar (uk), indique « Un puissant assaut sur le territoire d'Azovstal est en cours, avec le soutien de véhicules blindés, de chars et des tentatives de débarquement de troupes, avec l’aide de bateaux et d'un grand nombre d'éléments d'infanterie ». Des combats au corps à corps auraient lieu dans les sous-sols de l'usine.
Un hélicoptère Mi-17 russe viole l'espace aérien finlandais,.
La Biélorussie, alliée de la Russie, lance un exercice militaire surprise. L'Ukraine soupçonne l'ouverture d'un nouveau front,.

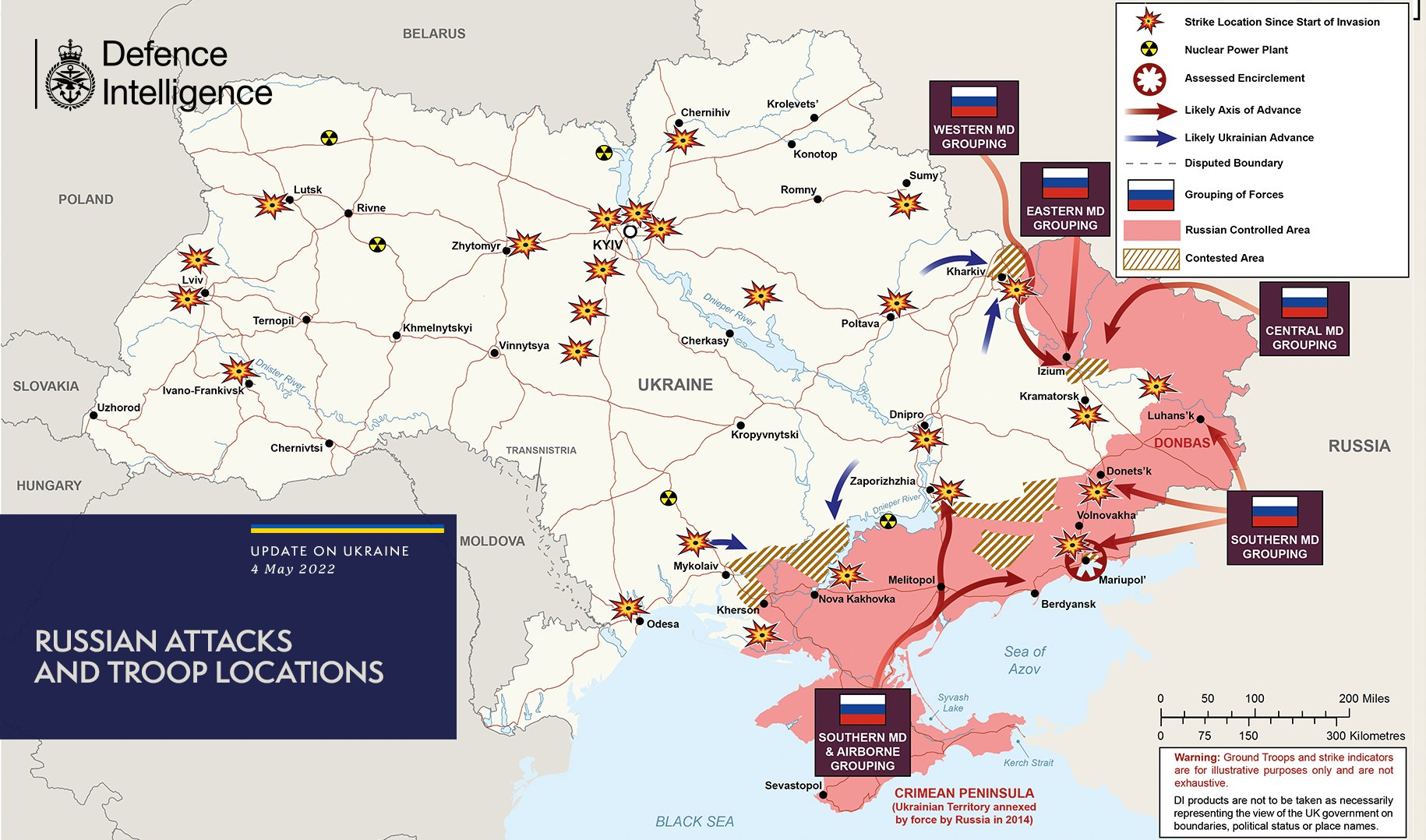
Situation au 4 mai 2022

### 5 mai
Selon Moscou, 600 soldats ukrainiens auraient été tués dans la nuit du 4 au 5 mai.
Dmitri Peskov reconnait que le soutien des pays Occidentaux ralentissait l'offensive russe en Ukraine, mais qu'il ne pourrait pas « l'empêcher de remplir ses objectifs ».
Une attaque sur la base aérienne de Kanatove détruit des infrastructures et plusieurs avions.
L'assaut contre l'usine métallurgique Azovstal se poursuit.

### 6 mai

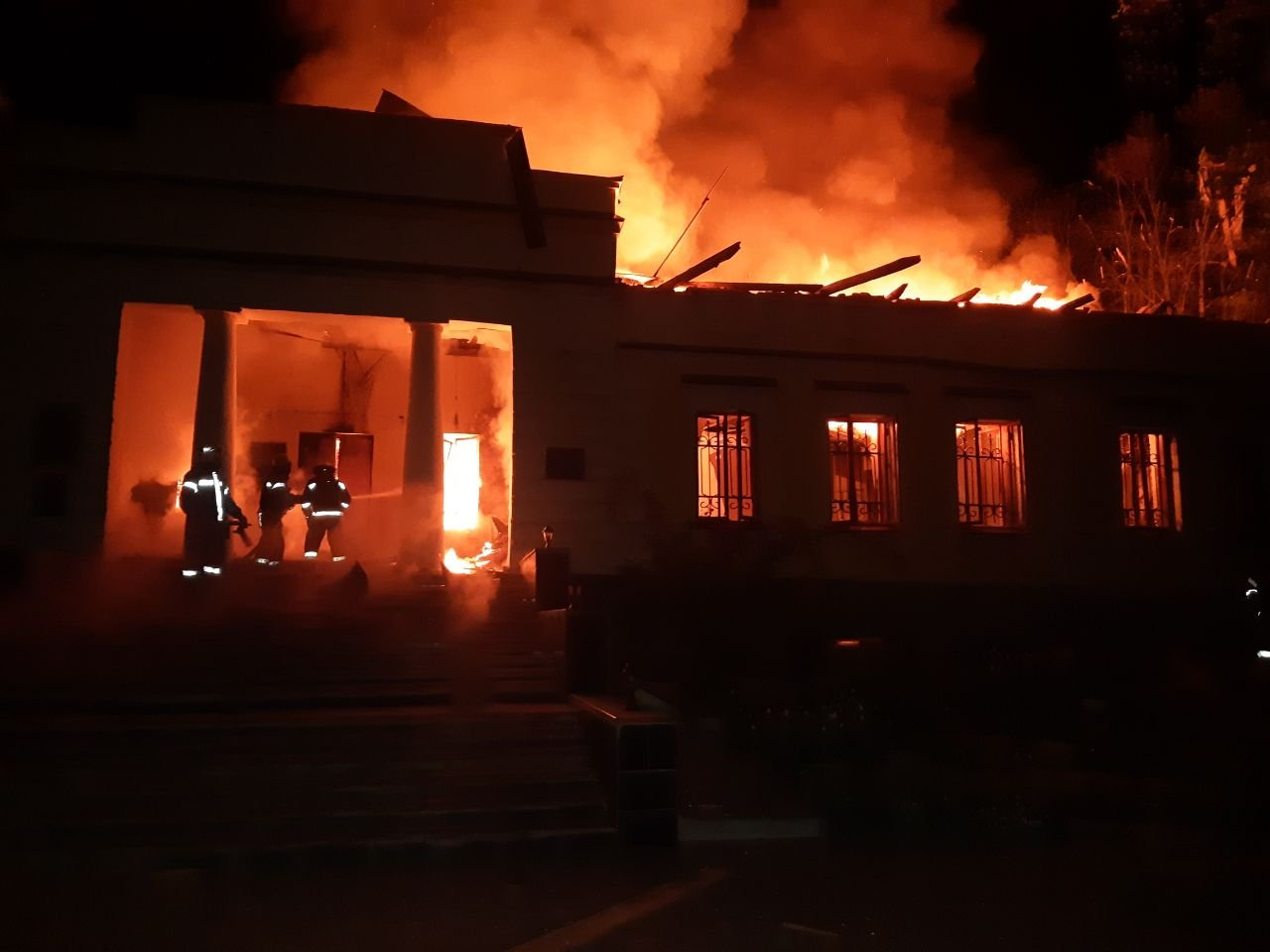
Incendie du musée commémoratif de Grigori Skovoroda dans l'oblast de Kharkiv après le bombardement du 6 mai.

Oleh Syniehoubov, le gouverneur de la région ukrainienne de Kharkiv, signale plusieurs bombardements, dont l'un provoque un incendie qui détruit la quasi-totalité du musée commémoratif littéraire de Grigori Skovoroda.

### 7 mai
La Russie revendique avoir détruit un important stock de matériel militaire des États-Unis et de pays européens près de la gare de Bohodoukhiv, dans la région de Kharkiv. 18 installations militaires ukrainiennes ont également été visées pendant la nuit, dont trois dépôts de munitions à Dachne.
Serhiy Haidaï, le gouverneur de l'oblast de Louhansk, annonce que la Russie a largué une bombe sur une école du village de Bilohorivka. Deux personnes ont été tuées et 60 autres seraient portées disparues. Des bombardements dans le village de Chipilovo ont également détruit une maison, enfouissant au moins 11 personnes sous les décombres du bâtiment.
L'Ukraine revendique avoir utilisé un drone Bayraktar TB2 pour frapper un engin de débarquement rapide russe de classe Serna, amarré sur l'île des Serpents. Un drone de reconnaissance Forpost russe est abattu au-dessus d'Odessa.

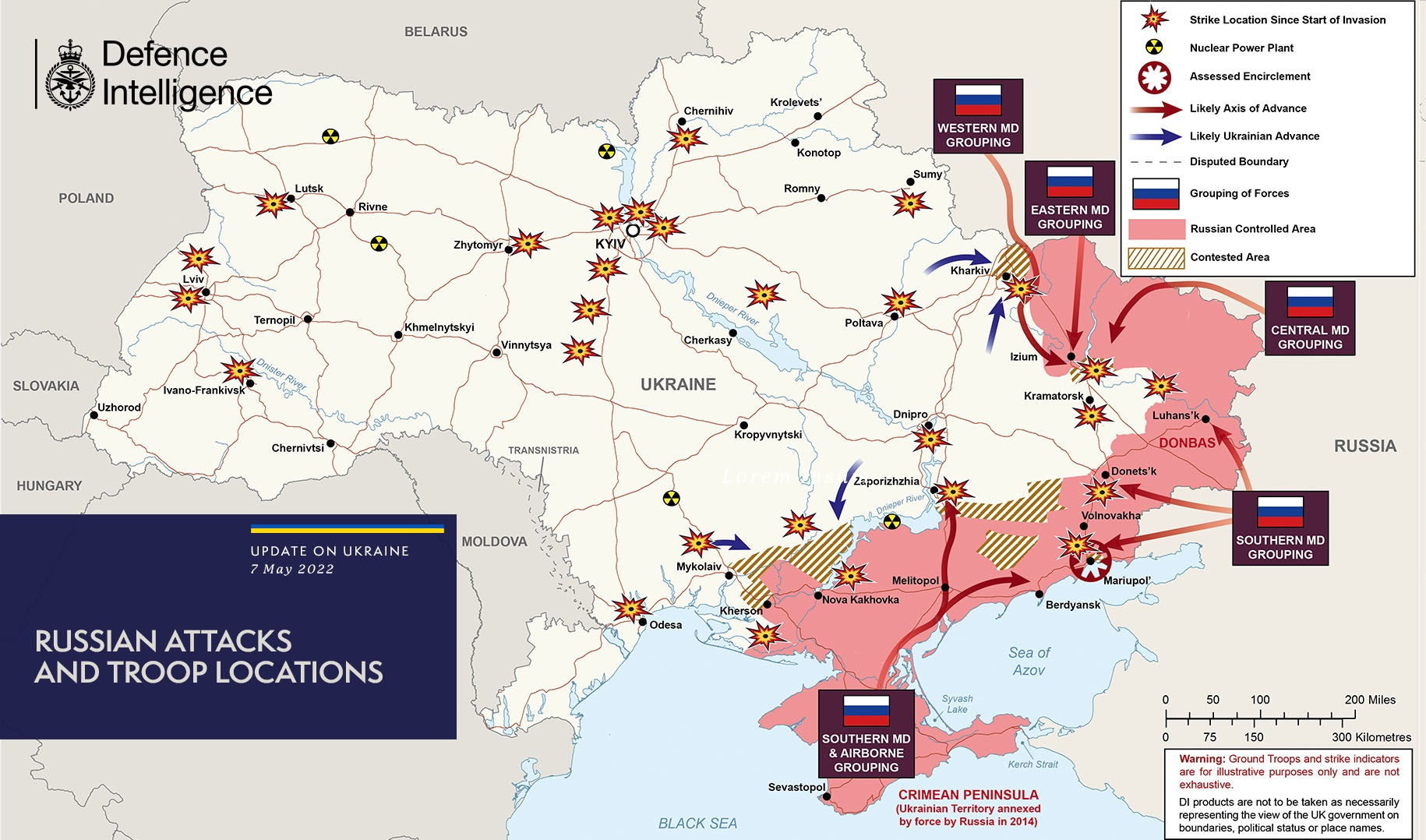
Situation au 7 mai 2022

### 8 mai
Les forces ukrainiennes se replient de la ville de Popasna,.
Dans la direction d’Izioum, Des unités russes de la 1re armée de chars de la Garde, de la 20e armée combinée du district militaire ouest et des 29e, 35e, 36e armées, du 68e corps d'armée du district militaire est et des troupes aéroportées russes se concentrent sur la préparation de la poursuite de l'offensive dans les directions de Sulyhivka (uk) - Nova Dmytrivka (uk) - Kurulka (uk).

### 9 mai
Un centre commercial et deux hôtels sont touchés par des frappes de missiles russes à Odessa, faisant de nombreuses victimes.

### 10 mai
Selon le directeur de l'American Defense Intelligence Agency, Scott D. Berrier (en), les deux adversaires sont « un peu dans l'impasse », aucune des deux parties ne progressant dans le sud et l'est. Cependant, une contre-offensive ukrainienne dans le nord de Kharkiv permet aux troupes de se rapprocher à moins de 10 km de la frontière russe. Cela reste à confirmer.
Les opérations russes autour d'Izioum restent au point mort. Cependant, les forces russes et séparatistes poursuivent leurs efforts pour consolider leur contrôle des ruines de Marioupol, notamment en tentant de rouvrir des aciéries pour produire du matériel militaire.
Les forces russes dans l'est de l'Ukraine poursuivent leurs tentatives d'encerclement de la région de Sievierodonetsk et auraient atteint la frontière administrative Donetsk-Lougansk depuis Popasna. Les forces russes et ukrainiennes n'ont mené aucune attaque significative sur l'axe sud.

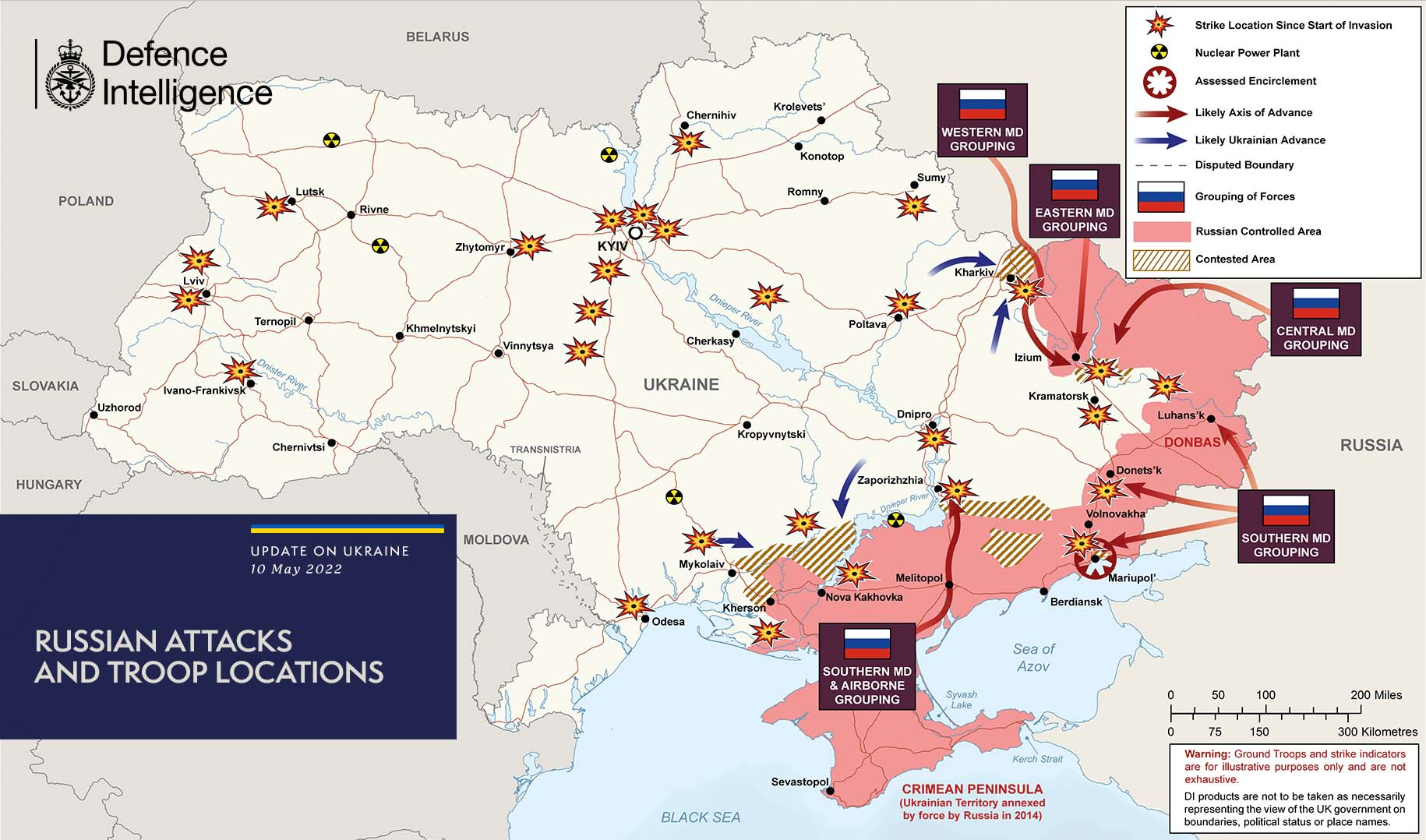
Situation au 10 mai 2022

### 11 mai
Selon Kirill Stremousov, le chef adjoint de l'administration de Kherson contrôlée par Moscou, la région va demander prochainement son rattachement à la Russie.
Plusieurs missiles russes ont touché deux quartiers de Sloviansk, annonce le maire de la ville, Vadym Lyakh.
Durant la bataille de Bilohorivka, oblast de Louhansk, les forces russes ont perdu près d'un bataillon de troupes (dont plus de 50 véhicules) en tentant de traverser la rivière Donets,,.

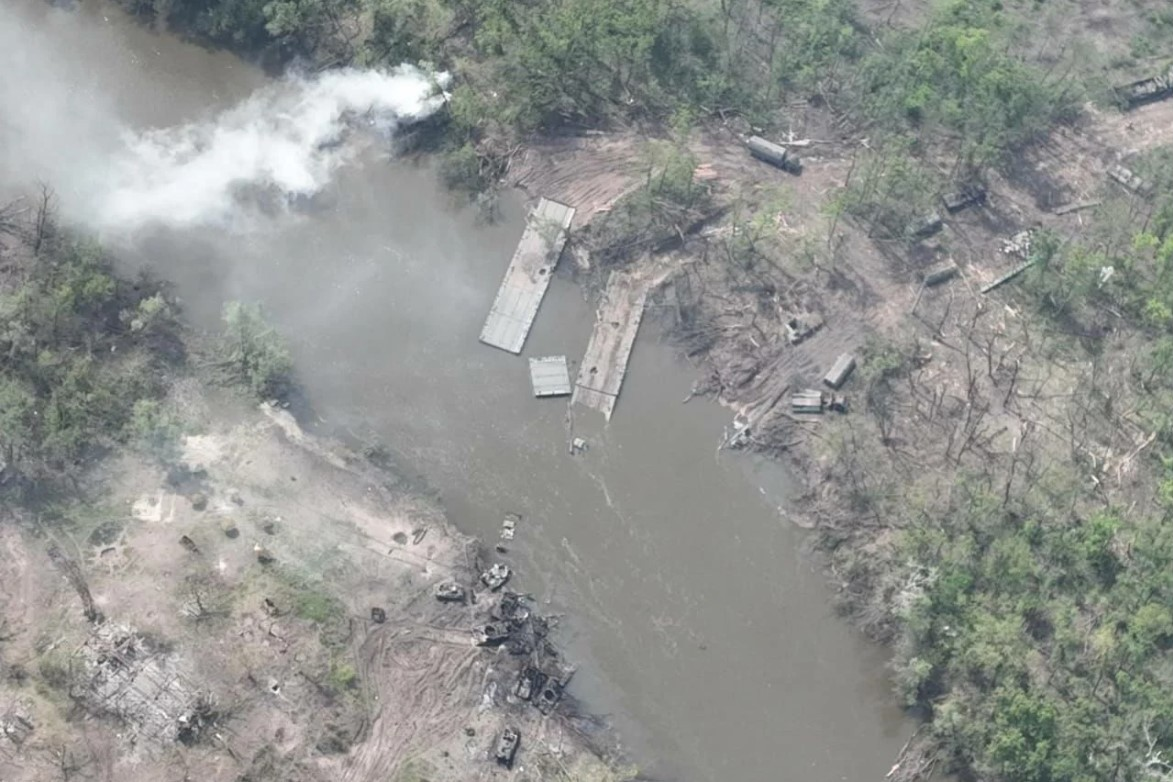
Le pont flottant et véhicules russes détruits près de Bilohorivka, oblast de Louhansk,

### 12 mai
La Russie revendique avoir visé deux dépôts de munitions dans la région de Tchernihiv et détruit un système de missiles de défense aérienne ukrainien S-300 dans la région de Kharkiv, ainsi qu'une station radar près d'Odessa. Un drone ukrainien a été abattu par les russes près de l'île aux Serpents. La bataille de Roubijné, oblast de Louhansk, s'achève par la victoire de la Russie et de la république populaire de Louhansk.
Des responsables ukrainiens affirment avoir touché et incendié le navire auxiliaire Vsevolod Bobrov à proximité de l'Île aux Serpents.
La journée fut également intense sur le front diplomatique. La Russie a menacé la Finlande d'une riposte « militaro-technique » après que ses dirigeants ont annoncé leur volonté d'adhérer « sans délai » à l'OTAN sous l'influence de la guerre en Ukraine, tandis que la tension montait autour des livraisons de gaz russe à l'Europe, perturbées pour le deuxième jour consécutif.
Près de Kyïv, des soldats russes assassinent dans le dos de deux civils ukrainiens non armés dans une usine

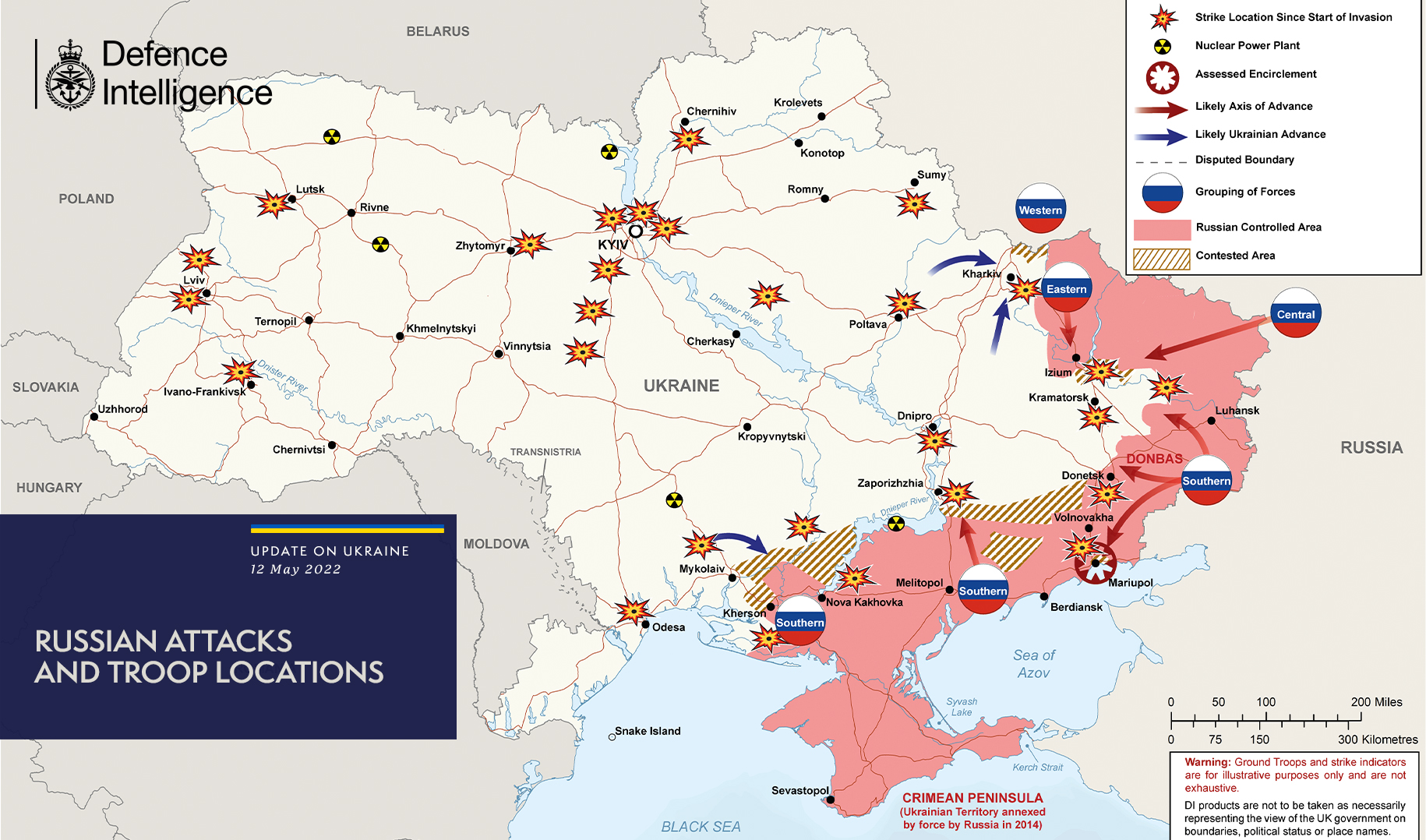
Situation du 12 au 14 mai 2022

### 13 mai
Lloyd Austin et Sergueï Choïgou se sont entretenus par téléphone pour la première fois depuis le début de l'invasion.
Le Président Zelensky revendique que les Ukrainiens auraient abattu 200 avions russes depuis le début de la guerre.

### 14 mai
Après 2 mois d'occupation par l'armée russe et 10 jours de combat, la Bataille de Kharkiv s'achève. La ville est libérée par les forces ukrainiennes qui ont repris le contrôle d’une partie de la frontière avec la Russie dans la région. Les Russes ont alors été repoussés à 40 kilomètres à l'est de Kharkiv.
La Russie dément l'information concernant l'attaque du 12 mai contre le navire de soutien logistique russe Vsevolod Bobrov, en publiant des nouvelles photos du navire sans aucun signe de dommage.

### 15 mai
L'Ukraine prétend avoir lancé une contre-attaque contre les forces russes près d'Izioum,.
Selon le secrétaire général adjoint de l'OTAN, Mircea Geoană, l'invasion russe « perd de son élan », l'Ukraine « pouvant désormais gagner cette guerre ». Le ministère de la Défense britannique estime que la Russie a probablement perdu un tiers de ses forces déployées depuis février.
Les forces ukrainiennes ont atteint la frontière russe après avoir avancé depuis Kharkiv, reprenant ainsi tout le territoire perdu pendant l'offensive du Nord-Est de l'Ukraine. Le Président Zelensky affirme que les forces russes sont dans une « impasse ».
L'Ukraine revendique avoir détruit 11 cibles aériennes russes, dont deux missiles de croisière, sept drones Orlan-10, un hélicoptère Ka-52 et un hélicoptère Mi-28.

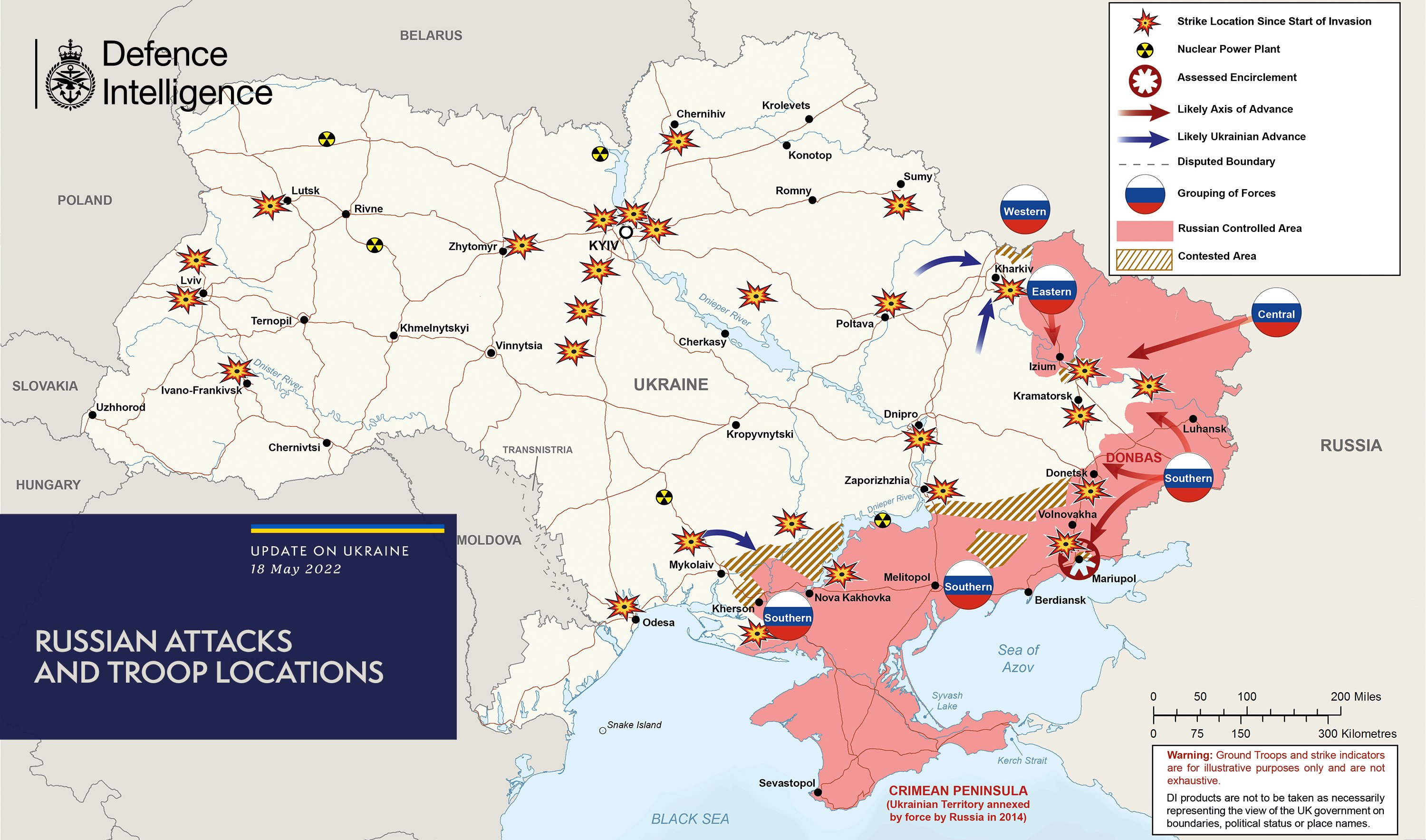
Situation du 15 au 25 mai 2022

### 16 mai
L’offensive russe dans le Donbass s’est intensifiée lundi et a fait au moins 10 morts à Sievierodonetsk, un important centre administratif encore sous le contrôle de Kyïv. Cette cité est pratiquement encerclée par les forces de Moscou.
L'armée russe a affirmé contrattaquer dans la région de Kharkiv, perdue la veille. Le ministère de la défense russe a déclaré que ses forces avaient abattu des avions SU-25 et a ajouté que des missiles russes de haute précision avaient touché deux postes de commandement dans la région de Kharkiv ainsi que des dépôts d’armes et des lieux de stationnement de troupes.
La possible adhésion à l’Otan de la Finlande et de la Suède a fait réagir le président russe Vladimir Poutine qui a estimé que les adhésions de la Finlande et de la Suède à l’Otan ne constituaient pas « une menace » pour le moment, mais que la Russie réagirait à des déploiements militaires. Selon Sergueï Riabkov, vice-ministre des Affaires étrangères, elles constituent néanmoins une « grave erreur ».

### 17 mai
Tôt le matin, 264 combattants ukrainiens retranchés dans l'aciérie Azovstal, dernier bastion de résistance ukrainienne à Marioupol, se sont rendus aux forces russes et sont constitués prisonniers. 53 blessés sont transférés dans un hôpital situé dans la zone contrôlée par les séparatistes et l'armée russe. La vice-ministre ukrainienne de la Défense Hanna Maliar a précisé que les combattants devraient être rapatriés ultérieurement en territoire contrôlé par l'Ukraine par un échange de prisonniers.

### 18 mai
L'administration régionale de Melitopol affirme qu'un train blindé russe transportant des troupes et des munitions s'est renversé dans la région, provoquant l'explosion de la cargaison.
Les forces russes assurent le contrôle total de Marioupol.
- Destruction d'obusier M777 ukrainien par des drones et l'artillerie russe

### 19 mai
Les forces russes intensifient leurs opérations pour avancer au nord et à l'ouest de Popasna en vue d'une offensive vers Sievierodonetsk. Les autorités russes et mandataires de Marioupol peinent à établir un contrôle administratif cohérent de la ville.
Les forces russes auraient tenté de reprendre le contrôle des localités perdues lors de la contre-offensive ukrainienne au nord de la ville de Kharkiv. Elles renforcent également leur présence navale autour de l'île des Serpents pour fortifier leur groupement sur l'île.
La Russie revendique l'utilisation d'une nouvelle génération d'armes laser puissantes en Ukraine pour brûler des drones ennemis.

### 20 mai
Les forces russes ont fait des gains marginaux au nord, à l'ouest et au sud de Popasna afin de poursuivre leur offensive sur Sievierodonetsk, oblast de Louhansk, depuis le sud.
Les troupes russes auraient regagné certaines positions prises par la contre-offensive ukrainienne au nord de la ville de Kharkiv et se préparent probablement à une contre-offensive ukrainienne majeure et à un conflit prolongé sur l'axe sud.
Un missile russe explose sur la maison de la culture à Lozova, dans la région de Kharkiv, à l'aide de missiles. Elle affirme avoir quasiment capturé la totalité de l'oblast de Louhansk.
- Frappe de missile sur la maison de la culture à Lozova

### 21 mai
La Russie utilise des missiles de croisière Kalibr — lancés à partir de navires — pour détruire une importante cargaison d'armes et d'équipements militaires fournis à l'Ukraine par l'OTAN. Elle revendique également avoir visé des installations de stockage de carburant près d'Odessa et avoir abattu deux avions ukrainiens Su-25 et 14 drones.
Les forces russes mènent des opérations pour couper les lignes de communication terrestres ukrainiennes entre Sievierodonetsk et Lyssytchansk à travers le Donets. Les troupes russes renforcent probablement leur regroupement autour de la ville de Kharkiv pour empêcher de nouvelles avancées ukrainiennes vers leur frontière. L'armée russe rassemble des forces dans certaines zones des oblasts de Zaporijjia et de Kherson pour probablement lancer de nouvelles opérations offensives sur l'axe sud.
Un exemplaire d'un mortier automoteur géant 2S4 « Tioulpan (Tulipe) » russe est détruit dans une zone industrielle de Roubijné, oblast de Louhansk.
- Tir de mortiers de grande puissance 2S4 « Tioulpan » le 28 octobre 2021.

### 22 mai
Le président ukrainien Zelensky prolonge la loi martiale du pays de trois mois jusqu'au 22 août 2022.
La Russie revendique avoir frappé les forces ukrainiennes avec des frappes aériennes et de l'artillerie dans les régions de Mykolaïv et du Donbass, ciblant des centres de commandement, des troupes et des dépôts de munitions.
L'agence de presse russe RIA rapporte qu'Andreï Chevtchik, le maire d'Enerhodar, nommé par la Russie après avoir occupé la ville, est en soins intensifs après avoir été blessé dans une explosion.

### 23 mai
Les forces russes continuent de passer à la défensive, menant des attaques terrestres restreintes et localisées qui progressent peu.
Denis Pouchiline, le chef de la république populaire de Donetsk, déclare que les combattants ukrainiens qui se sont rendus à l'usine sidérurgique d'Azovstal à Marioupol seront jugés dans la région séparatiste. Cependant, il n'a pas précisé à quelles accusations les combattants seront confrontés.

### 24 mai
L'Ukraine affirme que les forces russes ont lancé un assaut général pour encercler les troupes ukrainiennes dans les villes de Sievierodonetsk et Lyssytchansk, situées respectivement sur les rives est et ouest du Donets.
Selon Pavlo Kyrylenko, le chef de l'administration militaire régionale de Donetsk, les forces russes ont pris le contrôle de la ville de Svitlodarsk dans la région orientale du Donbass, les forces ukrainiennes s'étant retirées afin de se regrouper.
Le Président Zelensky affirme que 50 à 100 soldats ukrainiens sont tués chaque jour au combat. La semaine précédente, plus de 70 soldats ont été tués lors d'une seule attaque contre une base militaire près de Kyïv. L'Ukraine prétend avoir abattu le général de division à la retraite Kanamat Botachev à l'aide d'un missile Stinger.

### 25 mai
La Douma d'État de la fédération de Russie adopte une loi qui permet le recrutement de soldats plus âgés.
Les forces russes auraient bombardé Sievierodonetsk avec des mortiers. L'Ukraine annonce 6 personnes tuées lors de ces frappes.

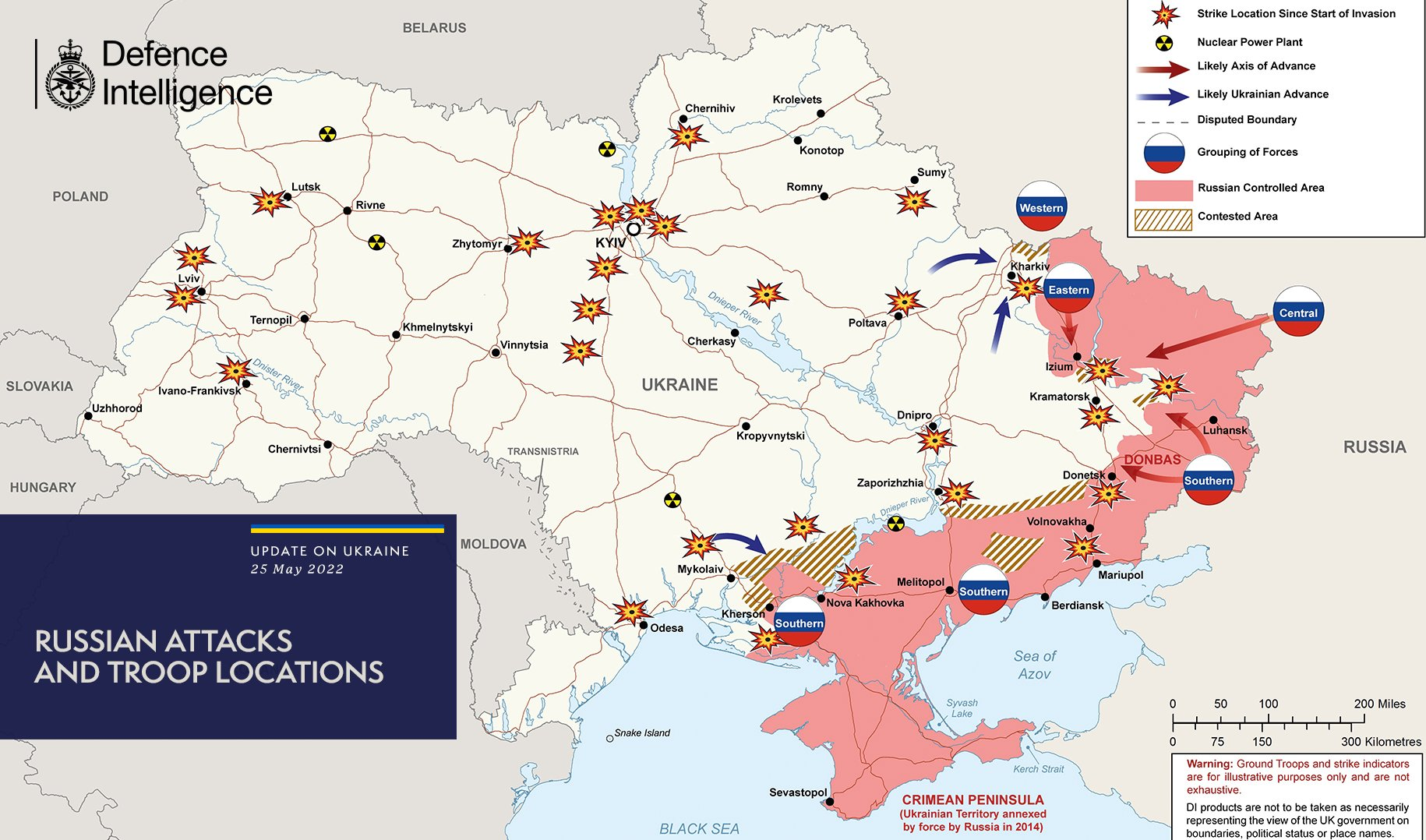
Situation du 25 mai 2022

### 26 mai
La Russie mène des opérations offensives dans plusieurs secteurs du front, notamment en tentant l'établissement d'un contrôle total sur la ville stratégique de Lyman, oblast de Donetsk,  (plaque tournante ferroviaire), dans le cadre des préparatifs présumés d'un nouvel assaut sur Sloviansk. Le village d'Oustynivka, au sud de Sievierodonetsk, a été attaqué dans le but de renforcer les positions russes dans la région. Les forces russes ont également poursuivi leurs attaques près de la route Lyssytchansk-Bakhmout, avec des assauts contre Komishuvakha, Lypove et Nahirne. Des escarmouches sont également signalées autour d'Avdiivka et près du village de Zolota Nyva. De plus, les forces russes auraient repris leurs offensives pour établir un contrôle total sur l'oblast de Kherson, avec des assauts contre le village de Tavriiske, au sud de Mykolaïv et Mykolaïvka, au sud de Kryvyï Rih. Des bombardements sont également signalés.

### 27 mai
Les responsables ukrainiens affirment qu'environ 90 % des bâtiments de Sievierodonetsk ont été endommagés.
Selon le Premier ministre britannique Boris Johnson, les forces russes « continuent de mâcher le terrain », ajoutant qu'elles font des progrès lents mais palpables. Il ajoute que la livraison de lance-roquettes M270 Multiple Launch Rocket System américains permet aux Ukrainiens de se défendre contre l'artillerie russe.
L'Ukraine revendique avoir abattu le pilote russe à la retraite Nikolaï Markov au-dessus de la région de Louhansk, alors qu'il était aux commandes d'un Su-25.

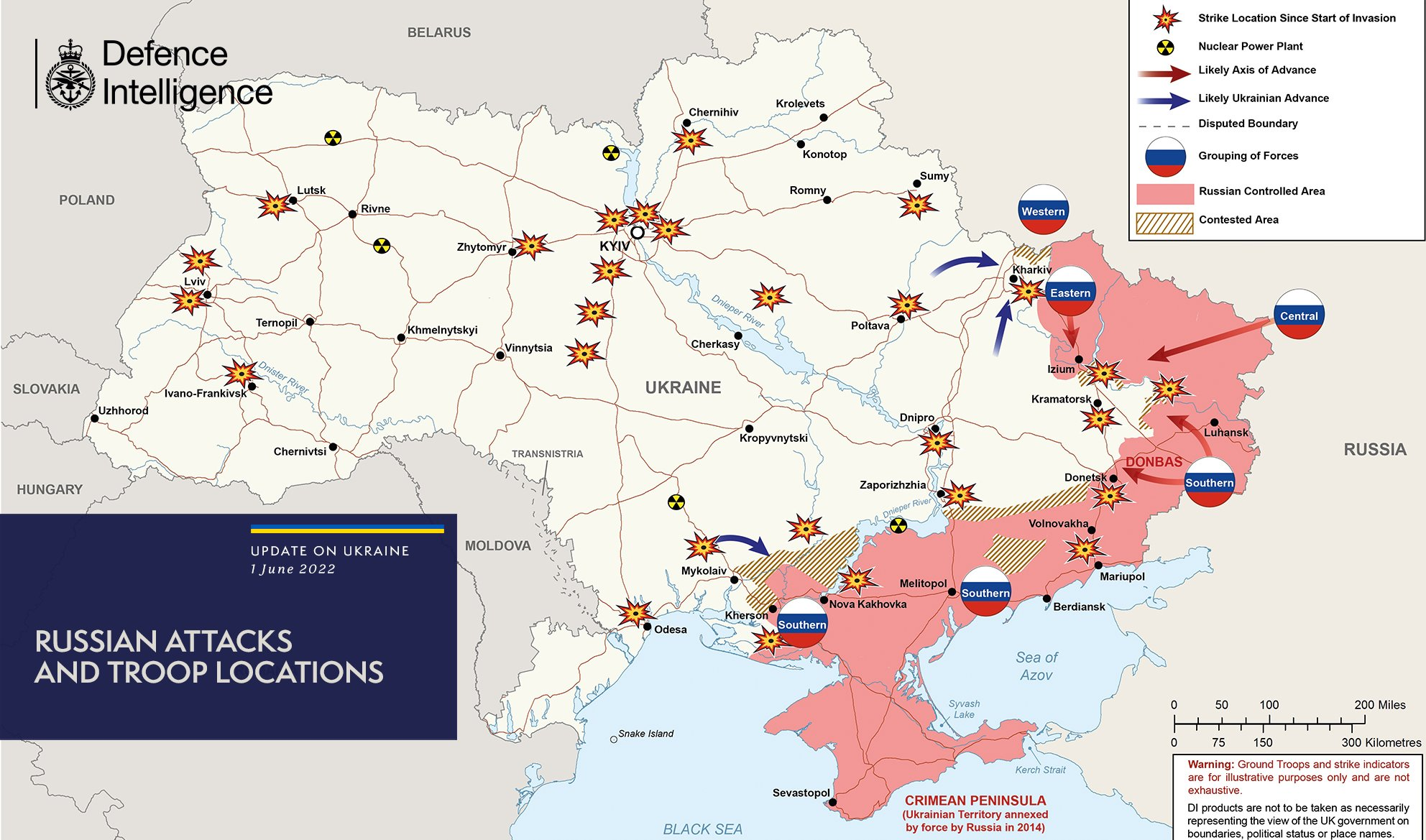
Situation du 27 mai au 6 juin 2022

### 28 mai
Selon Serhiy Haidaï, les forces ukrainiennes près de Sievierodonetsk pourraient devoir se retirer de l'oblast pour éviter l’encerclement et la capture par les forces russes.
La Russie capture Lyman, oblast de Donetsk, dans la région de Louhansk. La ville s'avère d'une importance stratégique car celle-ci possède des ponts routiers et ferroviaires qui traversent le fleuve Donets.
Un MiG-29 ukrainien aurait abattu un Su-35 russe près de Kherson.
Le Président Zelensky admet une situation critique en Ukraine, en particulier dans les régions du Donbass et de Kharkiv.

### 29 mai
L'Institut pour l'étude de la guerre annonce de lourdes pertes pour les Russes lors de la bataille de Sievierodonetsk, citant également des pertes du côté ukrainien.
Le Président Zelensky s'est rendu à Kharkiv, marquant sa première visite officielle en dehors de Kyïv depuis le début de la guerre.
Ivan Fedorov, le maire de Melitopol, affirme qu'un attentat à la bombe a eu lieu dans la région, blessant deux personnes.
- Le processus de tir à partir d'obusiers automoteurs russes « 2S19 Msta »

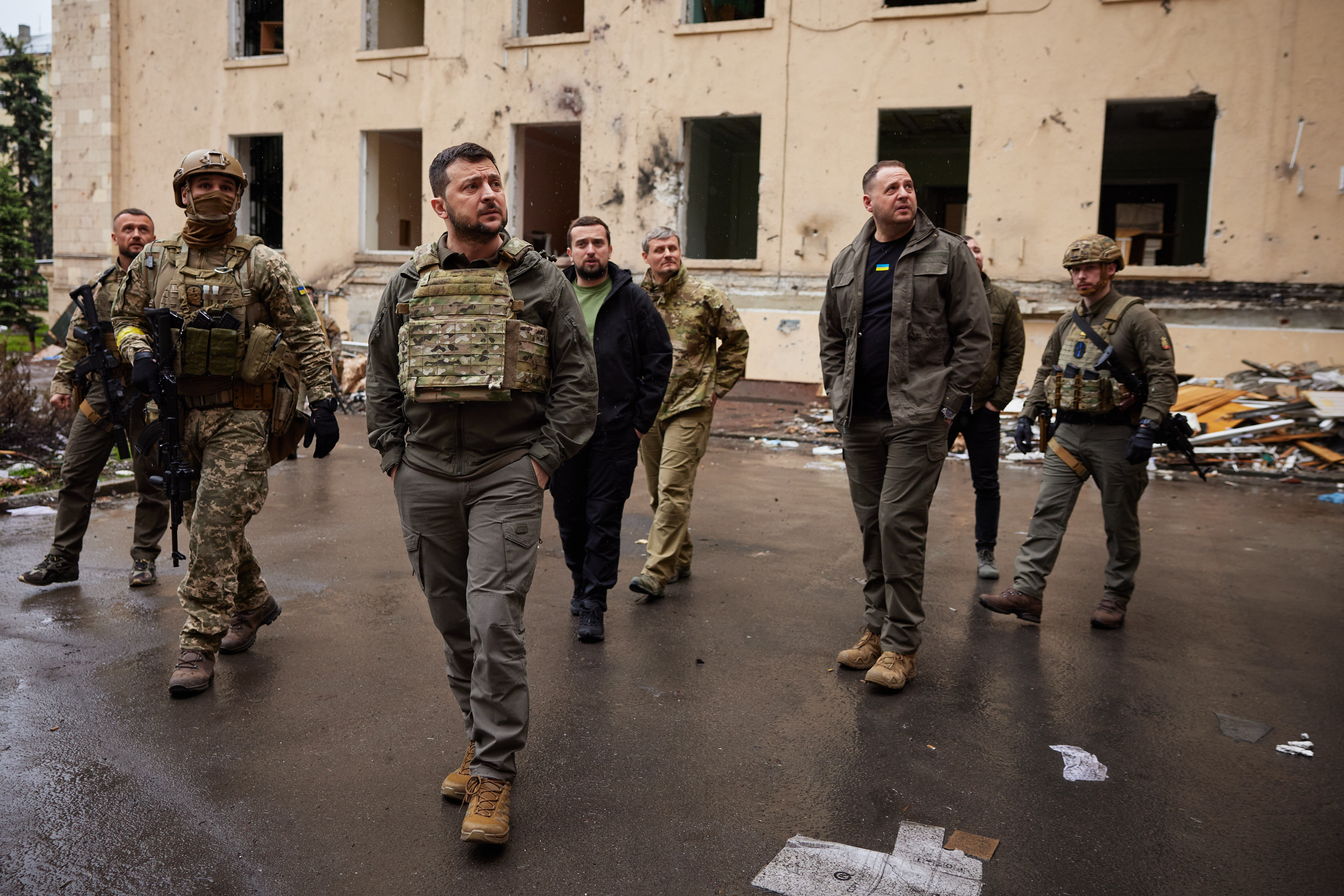
Le président ukrainien Volodymyr Zelensky, au premier plan, à Kharkiv

### 30 mai
Le gouverneur ukrainien Serhiy Haidaï déclare que les troupes russes sont entrées dans la périphérie de Sievierodonetsk, provoquant de violents affrontements.

### 31 mai
L'Ukraine affirme avoir fait face à une contre-offensive limitée dans la partie nord de l'oblast de Kherson. Les forces russes auraient lancé un certain nombre d'assauts au cours des dernières 48 heures contre des positions ukrainiennes près de la rivière Inhoulets, apparemment sans qu'aucune des parties ne progressent.

### Juin
Pour les événements suivants, voir Chronologie de l'invasion de l'Ukraine par la Russie (juin 2022).